# 仏教と暴力
仏教と暴力（ぶっきょうとぼうりょく）では、仏教徒による暴力について説明する。
仏教では政治的および社会文化的な動機で暴力が使用されてきた 。現代の仏教徒の暴力、あるいは暴力の助長は、一部の仏教社会で増加しており、特にミャンマー政府によるロヒンギャ族への迫害が顕著である。

## 国・地域別の事例

### タイ
東南アジアのタイでは何度か暴力的な仏教僧の呼びかけが目立った。1970年代には、プラ・キティウットーのような民族主義的な仏教僧が、共産主義者を殺しても仏教の戒律に違反しないと主張していた。タイ仏教の過激な側面は、2004年にタイ南部でマレー系イスラム教徒の反乱が再燃したときに再び顕著になった。当初、仏教の僧侶たちは紛争を宗教的ではなく政治的なものと見なして無視していたが、現実が宗教的理想からの逸脱を必要とするため、最終的に彼らは「アイデンティティ形成」として採用した。

### ミャンマー
ミャンマーは仏教徒による侵略の拠点となっており、そのような行為は強硬な民族主義的な僧侶によって駆り立てられている 。この地域で活動する最も古い過激派組織は、1992年から僧侶のウ・トゥザナが率いる民主カレン仏教徒軍（DKBA）である。近年、僧侶とテロ行為は、特にミャンマーとその周辺国における民族主義的な969運動と関連している。2012年6月には、200人以上が死亡し、約10万人が避難したことで、暴力が顕著となった。2012年の時点では、僧侶による「969」運動（その中でも著名なのがアシン・ウィラトゥ）は、この地域における反イスラム民族主義運動を助長し、ミャンマーの仏教徒にイスラム教徒のサービスや商売をボイコットするよう促し、その結果、仏教徒主導の暴徒によってビルマ（ミャンマー）のイスラム教徒が迫害されることになった。2013年6月20日、ウィラトゥは「仏教徒の恐怖の顔」として『タイム』誌のカバーストーリーに記載された。ヒューマン・ライツ・ウォッチの報告書によると、ビルマ（ミャンマー）政府と地方当局は、この地域の12万5千人以上のロヒンギャ族やその他のイスラム教徒の強制移住に重要な役割を果たしたとされている。報告書はさらに、住民を恐怖に陥れ、強制的に移転させるためにビルマ（ミャンマー）の役人、コミュニティリーダー、仏教僧によって異なる都市で行われた2012年10月の協調攻撃を明記している。 メイッティーラ、ラーショー（2013年）、マンダレー（2014年）での暴力は、ビルマ（ミャンマー）における最新の仏教徒による暴力である。

### インド
『アショーカーヴァダーナ』（紀元2世紀以前）によると、ジャイナ教祖ニガンダ・ナータプッタの足を礼拝するブッダの姿を描いたことで約1万八千人のアージーヴィカ教徒（邪命外道）がアショーカ王によって殺されたと伝説される。

### スリランカ
イスラム教徒に対する迫害の最初の大きな例は、2011年9月10日、仏教徒の僧侶がアヌラーダプラにある300年前のイスラム教のモスクを破壊したことである。
2012年4月20日には、ダンブッラのモスクがスリランカ仏教の聖地に建っていることから、約2000人の仏教徒がモスクの外で抗議活動を行った。これらの抗議活動により、モスクは仏教国粋主義者の脅迫を受けて礼拝を中止したが、翌日曜日、D・M・ジャヤラトネ首相はモスクを聖地から移転させるよう命令した。それ以来、BBSはスリランカのイスラム教徒を差別する手段として、スローガンやプロパガンダを用いて新たな迫害の形をとっている。
最近では2019年4月にイスラムのテロリストが仕組んだイースターの爆弾テロが発生し、250人以上のスリランカ人の命を奪い、500人以上のスリランカ人が負傷したことで、スリランカのイスラム教徒は警察や仏教国粋主義者からこれまで以上の危険に直面している。
戦後のスリランカでは、民族的・宗教的少数派はシンハラ仏教のナショナリズムからの脅威に直面し続けている。キリスト教徒が非倫理的な改宗や強制改宗を行っていると主張する仏教過激派による、キリスト教会への散発的な攻撃が続いている。ピュー・リサーチ・センターは、2012年にスリランカを宗教的敵対性が非常に高い国の一つとして挙げているが、これは仏教徒の僧侶がイスラム教徒やキリスト教徒の礼拝所に対して行った暴力によるものである。これらの行為には、モスクを攻撃することや、セブンスデー・アドベンチスト教会を強制的に占拠して仏教寺院に改築することなどが含まれる。
過激派の仏教指導者は、スリランカはシンハラ人仏教徒が仏教を守るための約束の地であると主張することで、少数派の礼拝場所への攻撃を正当化している。2012年に仏教僧によって設立された最近の仏教過激派グループであるボドゥ・バラ・セナ（BBS）（仏教勢力）は、2014年に4人のイスラム教徒が死亡し、80人が負傷した反イスラム暴動を扇動したとして告発されている。BBSのリーダーは、政府がLTTEに軍事的に勝利したことを、古代の仏教王がタミル王エララを征服したことと関連づけて、タミル人は2度教訓を得たと述べ、他のマイノリティがシンハラの仏教文化に挑戦しようとすれば同じ運命をたどると警告した。BBSはタリバンと比較され、過激主義とイスラム教徒に対する共同体的憎悪を広めていると非難され、「民族宗教的ファシスト運動」と表現されている。仏教徒はまた、内戦中の人道的虐待と戦争犯罪の可能性についての調査を求めた国連人権理事会の決議に抗議している。BBSは他の仏教徒の聖職者や政治家からも批判や反対を受けている。2015年から外務大臣を務めているスリランカのセラバダ仏教徒の政治家であるマンガラ・サマラウェラは、BBSが「『タリバン』テロリズムの代表」であり、イスラム教徒に対する過激主義と共同体的憎悪を広めていると非難している。

### 日本
日本における「仏教徒の暴力」の始まりは、仏教徒同士の長い確執の歴史と関係している。平安時代には「僧兵」が登場した。より直接的な関係としては、一向宗の動きが仏教徒に影響を与えたと考えられる一向一揆がある。一向宗は「仏の慈悲は肉を叩いてでも報いるべし」「師への義務は、骨を砕いてでも償うべきだ」というスローガンを掲げて寺を守った。
島原の乱後に出版された『吉利支丹御退治物語』は、仏教者による著作かは不明だが、キリスト教の救済を成仏と表現して次のように記している。
これは「火あぶり」「牛裂き」「車裂き」「逆さ磔」にあうのは外道、邪教のせいであると批判したのではなく、キリスト教の教義の紹介に他ならない。
近代においては、仏教に触発されたテロリズムや軍国主義の事例が日本で発生している。例えば日蓮主義者であり、直接行動型のファシスト国粋主義者である井上日召が率いた血盟団事件の暗殺事件などである。日召は、個人と国家と宇宙は本来一体のものであるとしたうえで、個人が欲望を放棄して国家に尽くすことこそが理想の生き方である「菩薩道」と説いた。しかし、彼によれば、資本主義に毒された（昭和時代の）日本ではこの理想が実現され得ず、したがって社会変革のためにテロリズムによって資本主義と「特権階級」を打倒しなければならないとした。日召と彼の「仏弟子」であった青年たちが有していたこの世界観は、仏教的背景に裏打ちされていた。彼らは「地渝の菩薩」を自称しており、また、実行犯の一人は殺人行為をして「如来の方便」と呼んでいた。
第二次世界大戦中、当時の日本の仏教文献では
と日本の戦争支援をした。日本の仏教のほとんどすべての寺院は、日本の軍国主義化を強く支持していた。これらは当時の中国の仏教徒から激しく批判され、日本の仏教徒の戦争支持者の発言の正当性に異議を唱えた。これに対して日本汎仏教協会（妙和会）は、これらの批判を否定し
と述べた。学会は日蓮の書いた70以上の文章を再検討し国家神道に反する記述をすべてカットして208箇所に変更を加えて再編集した。曹洞宗の仏教僧であるブライアン・ダイゼン・ヴィクトリアは、著書『禅と戦争』（"Zen at War"）の中で、仏教機関が公式出版物の中で日本の軍国主義を正当化し、日露戦争と第二次世界大戦において日本軍に協力したことを記録した。この本を受けて、いくつかの宗派は戦時中の政府への支援について謝罪を表明した。
オウム真理教は、13人の死者と1000人以上の負傷者を出した東京地下鉄サリン事件の原因となった日本の新宗教であり終末論的なカルトであり、シヴァを主な崇拝のイメージとする初期のインド仏教、チベット仏教、ヒンドゥー教の要素を特異的に解釈したシンクレティックな見解を持っていた。創始者の麻原彰晃は「本来の仏教」を回復しようとしていると主張した。彼が主張する使命は世界の罪を自ら背負うことであり、彼は信者に霊的な力を移し、最終的に罪や悪行を取り除くことができると主張していた。多くの人がオウム真理教の仏教的特徴や仏教への所属を割り引いているが、学者たちはしばしばオウム真理教を日本仏教の分派と見ている。

### 英語文献
- Barbaro, Paolo (2010), "Buddhism and Violence". In: Jeffrey Ian Ross (ed.), Religion and Violence: an Encyclopedia of Faith and Conflict from Antiquity to the Present, 1, M. E. Sharpe, ISBN 9780765620484
- Baroni, Helen Josephine (January 2002), The Illustrated Encyclopedia of Zen Buddhism, The Rosen Publishing Group, ISBN 978-0-8239-2240-6
- Bartholomeusz, Tessa J. (2005), In Defense of Dharma: Just-War Ideology in Buddhist Sri Lanka, Routledge, ISBN 9781135788575,  オリジナルの2013-05-26時点におけるアーカイブ。 Via Google Books
- Bhikkhu, Thanissaro (1996), Magga-vibhanga Sutta, Access to Insight
- Bhikkhu, Thanissaro (1997), Cunda Kammaraputta Sutta, Access to Insight
- Bhikkhu, Thanissaro (2005), Saccavibhanga Sutta, Access to Insight
- Bhikkhu, Thanissaro (2008), Maha-cattarisaka Sutta, Access to Insight
- Bodhi, Bhikkhu (2010), The Noble Eightfold Path: The Way to the End of Suffering, Buddhist Publication Society, ISBN 9789552401169
- Brannigan, Michael C. (January 2010), Striking a Balance: A Primer in Traditional Asian Values, Rowman & Littlefield, ISBN 978-0-7391-3846-5
- Buswell, Robert E.; Lopez, Donald S. (2013), The Princeton Dictionary of Buddhism, Princeton University, ISBN 9781400848058
- Chitkara, M. G. (1999), Encyclopaedia of Buddhism: a world faith. The dhammapada stories, verses & commentary, APH Publishing Corporation, p. 166, ISBN 9788176481809
- Clayton, Barbra R. (2006), Moral Theory in Santideva's Siksasamuccaya: Cultivating the Fruits of Virtue, Routledge, ISBN 9781134278299
- Deegalle, Mahinda (2006), Buddhism, Conflict and Violence in Modern Sri Lanka, Routledge, ISBN 978-0415544412
- DeVotta, Neil (2007), Sinhalese Buddhist Nationalist Ideology: Implications for Politics and Conflict Resolution in Sri Lanka, East-West Center Washington, ISBN 978-1932728644
- Fausböll, Viggo (1881), The Sutta-Nipata, Clarendon Press
- Gampopa; Gyaltsen Rinpoche, Khenpo Konchog (1998), Jewel Ornament of Liberation: The Wish-fulfilling Gem of the Noble Teachings, Snow Lion Publications, ISBN 9781559398725
- Gowans, Christopher (2004), Philosophy of the Buddha: An Introduction, Routledge, ISBN 113446973X
- Gnanananda Thero, Kiribathgoda; Jayasinghe, Hemamala (2002), The Supreme Bliss of Nibbana, a Goal Within Our Reach: Maha Satipatthāna Sutta : Translation of Ea Ama Nivansuva Boho Dura Nove, Dayawansa Jayakody & Company, ISBN 9789555512114
- Ganguly, Sumit; Brown, Matthew E. (2003), Fighting Words: Language Policy and Ethnic Relations in Asia (BCSIA Studies in International Security), MIT Press, ISBN 978-0262523332
- Harris, Elizabeth J. (1994), Violence and Disruption in Society A Study of early Buddhist Texts, Buddhist Publication Society
- Jerryson, Michael; Juergensmeyer, Mark (2010), Buddhist Warfare, New York: Oxford University Press, ISBN 978-0-19-539483-2
- Jerryson, Michael K. (2011), Buddhist Fury: Religion and Violence in Southern Thailand, Oxford University Press, ISBN 978-0-19-979324-2
- Kalupahana, David J. (1992), A History of Buddhist Philosophy: Continuities and Discontinuities, University of Hawaii Press, ISBN 978-0-8248-1402-1
- Knaster, Mirka (2010), Living This Life Fully, Shambhala Publications, ISBN 9780834822542
- Markham, Ian S.; Lohr, Christy (2009), A World Religions Reader, John Wiley & Sons, ISBN 9781405171090
- Mishra, Pankaj (2010), An End to Suffering: The Buddha in the World, Macmillan Publishers, ISBN 9781429933636
- Neusner, Jacob; Chilton, Bruce; Tully, R. E. (2013), Just War in Religion and Politics, University Press of America, ISBN 9780761860945
- Reat, Noble Ross (1994), Buddhism: A History, B. Jain, ISBN 9780875730011
- Roberts, Adam; Garton Ash, Timothy (2011), Civil Resistance and Power Politics: The Experience of Non-violent Action from Gandhi to the Present, Oxford University Press, ISBN 9780199691456
- Shadbolt, Peter (2013), Conflict in Buddhism: 'Violence for the sake of peace?', CNN
- Skidmore, Monique (2005), Burma At The Turn Of The Twenty-first Century, University of Hawaii Press, ISBN 9780824828578
- Strathern, Alan (2013), “Why are Buddhist monks attacking Muslims?”, BBC
- Sumedho, Ajahn (2014), Seeds of Understanding, Amaravati Publications, ISBN 9781784320010
- Thera, Narada Maha (2006), The Buddha and His Teachings, Jaico Publishing House, ISBN 9788179926178
- Thera, Nyanaponika (1994), The Four Sublime StatesContemplations on Love, Compassion, Sympathetic Joy and Equanimity
- Tripāṭhī, Śrīdhara (2008), Encyclopaedia of Pali Literature: The Pali canon, Anmol Publications, ISBN 9788126135608
- Zaun, Kathy (2002), Inside Buddhism, Lorenz Educational Press, ISBN 9781429109857

### 日本語文献
- 大谷栄一・吉永進一・近藤俊太郎 編『増補改訂　近代仏教スタディーズ　仏教からみたもうひとつの近代』法蔵館、2023年4月25日。ISBN 978-4-8318-5580-0。
  - 碧海寿広「第3章第5節3項「超国家主義にみる仏教」」『増補改訂　近代仏教スタディーズ　仏教からみたもうひとつの近代』法蔵館、2023年4月25日、113-116頁。